# Andriana Ferra
Andriana Ferra (griechisch Ανδριάνα Φέρρα, * 11. Februar 1988 in Piräus) ist eine griechische Leichtathletin, die sich auf den Sprint spezialisiert hat.

## Sportliche Laufbahn
Erste internationale Erfahrungen sammelte Andriana Ferra im Jahr 2007, als sie bei den Junioreneuropameisterschaften in Hengelo in 24,45 s den achten Platz im 200-Meter-Lauf belegte. Anschließend nahm sie an der Sommer-Universiade in Bangkok teil und schied dort mit 24,56 s im Halbfinale über 200 m aus. 2009 startete sie bei den   Mittelmeerspielen in Pescara, schied dort aber mit 25,46 s im Vorlauf über 200 m aus. 2011 belegte sie bei den Militärweltspielen in Rio de Janeiro in 23,61 s den vierten Platz und im Jahr darauf wurde sie bei den Balkan-Hallenmeisterschaften in Istanbul im Vorlauf über 60 m disqualifiziert. Im Juli siegte sie dann in 45,75 min mit der griechischen 4-mal-100-Meter-Staffel bei den Freiluft-Balkan-Meisterschaften in Eskişehir. 2014 gewann sie bei den Balkan-Meisterschaften in Pitești in 24,06 s die Silbermedaille über 200 m und siegte mit der Staffel in 44,76 s. Anschließend scheiterte sie bei den Europameisterschaften in Zürich mit 23,88 s in der ersten Runde über 200 m und verpasste auch mit der Staffel mit 43,81 s den Finaleinzug. 2015 gewann sie bei den Balkan-Hallenmeisterschaften in Istanbul in 7,71 s das B-Finale im 60-Meter-Lauf und bei den Freiluftmeisterschaften in Pitești wurde sie in 24,10 s Dritte im B-Lauf und mit der 4-mal-100-Meter-Staffel wurde sie disqualifiziert. Anschließend klassierte sie sich bei den Militärweltspielen im südkoreanischen Mungyeong mit 23,66 s auf dem fünften Platz über 200 m und wurde in der Vorrunde über 100 m disqualifiziert. 
2017 gewann sie bei den Balkan-Hallenmeisterschaften in Belgrad in 53,94 s die Bronzemedaille im 400-Meter-Lauf und bei den Freiluftmeisterschaften in Novi Pazar musste sie vorzeitig aufgeben. 2021 belegte sie bei den Balkan-Meisterschaften in Smederevo in 53,60 s den vierten Platz über 400 m, siegte mit der 4-mal-100-Meter-Staffel in 45,24 s und gewann mit der 4-mal-400-Meter-Staffel in 3:34,87 min die Silbermedaille. Im Jahr darauf gelangte sie bei den Balkan-Hallenmeisterschaften in Istanbul mit 54,89 s auf Rang vier über 400 m und belegte auch mit der 4-mal-400-Meter-Staffel in 3:50,38 min Rang vier. Im Juni gelangte sie bei den Freiluftmeisterschaften in Craiova mit 5356 s auf Rang vier im Einzelbewerb und siegte mit der Staffel in 3:34,29 min. Anschließend verpasste sie bei den Europameisterschaften in München mit 3:33,33 min den Finaleinzug mit der Staffel. 2023 verpasste sie bei den Halleneuropameisterschaften in Istanbul mit 55,29 s den Finaleinzug und im Jahr darauf gelangte sie bei den Balkan-Meisterschaften in Izmir mit 54,86 s auf den neunten Platz über 400 Meter und belegte mit der Staffel in 3:38,08 min den vierten Platz. 2025 wurde sie bei der 1. Liga der Team-Europameisterschaft in Madrid in 3:19,02 min Fünfte im B-Lauf der Mixed-Staffel. Anschließend belegte sie bei den Balkan-Meisterschaften in Volos in 54,22 s den sechsten Platz über 400 Meter und sicherte sich mit der Frauenstaffel in 3:37,19 min die Silbermedaille hinter dem slowenischen Team.
2010 wurde Ferra griechische Meisterin im 200-Meter-Lauf im Freien sowie 2025 über 400 Meter. Von 2015 bis 2017 wurde sie Hallenmeisterin über 200 Meter. Zudem siegte sie 2012 über 60 m in der Halle und 2017 und 2022 auch im 400-Meter-Lauf.

## Persönliche Bestleistungen
- 100 Meter: 11,55 s (+1,2 m/s), 7. Juni 2014 in Chania
  - 60 Meter (Halle): 7,57 s, 14. Februar 2015 in Piräus
- 200 Meter: 23,28 s (+0,8 m/s), 7. Juni 2014 in  Chania
  - 200 Meter (Halle): 23,89 s, 14. Februar 2016 in Piräus
- 300 Meter: 37,84 s, 14. Juni 2022 in Thiva
  - 300 Meter (Halle): 38,01 s, 5. Februar 2022 in Piräus
- 400 Meter: 53,19 s, 25. Juni 2022 in Thessaloniki
  - 400 Meter (Halle): 53,94 s, 25. Februar 2017 in Belgrad